# Südwinsen
Südwinsen ist ein Ortsteil der Gemeinde Winsen (Aller) im niedersächsischen Landkreis Celle, der an der Aller liegt. Der Ort wird von der L298 durchquert, die nördlich über die Allerbrücke zum Zentrum der Gemeinde führt.

## Geschichte
Am 1. Februar 1971 wurde Südwinsen in die Gemeinde Winsen (Aller) eingegliedert.

## Politik

### Ortsrat
Der Ortsrat, der Südwinsen vertritt, setzt sich aus neun Mitgliedern zusammen. Die Ratsmitglieder werden durch eine Kommunalwahl für jeweils fünf Jahre gewählt.
Bei der Kommunalwahl 2021 ergab sich folgende Sitzverteilung:
| Ortsrat 2021Insgesamt 9 Sitze - GfS: 3 - WGSW: 6 |

### Ortsbürgermeister
Ortsbürgermeister war von 2001 bis 2011 Horst Brandt (CDU).
Seit November 2011 ist es Timm Schlosser (WGSW).

## Religion
Südwinsen ist Teil der evangelisch-lutherischen Kirchengemeinde Winsen und des Kirchenkreises Celle. 
Die römisch-katholischen Christen, die in Südwinsen wohnen, sind Teil des Bistums Hildesheim.

## Kultur
Einmal im Jahr findet das Südwinsen-Festival als Umsonst & Draussen Musikfestival statt. Zudem gibt es die Prinzensteine.

## Baudenkmäler
Baudenkmale in Südwinsen